# S/2022 J 1
S/2022 J 1 — невеликий зовнішній природний супутник Юпітера, відкритий Скоттом Шеппардом 30 серпня 2022 року за допомогою 4-метрового телескопа імені Віктора Бланко в Серро-Тололо, Чилі. Про це було оголошено Центром малих планет 22 лютого 2023 року після того, як спостереження були зібрані протягом досить тривалого періоду часу, щоб підтвердити орбіту супутника.
S/2022 J 1 є частиною групи Карме, тісного скупчення ретроградних, нерегулярних супутників Юпітера, які рухаються по орбітах, подібних до Карме, за великими напіввісями між 22–24 мільйонами км, ексцентриситетом орбіти між 0,2-0,3, а нахили від 163 до 166°. Повний оберт навколо Юпітера робить за 748,64 земних доби з нахилом 165,94°. Має діаметр близько 2 км для абсолютної зоряної величини 17,0. Спостереження за супутником ведуться вже більше 20 років, з найпершим відомим спостереженням 24 лютого 2003 року.